# Józef Kapiak
Józef Kapiak (1 de janeiro de 1914 – 21 de junho de 1989) foi um ex-ciclista polonês. Terminou em segundo lugar na competição Volta à Polónia de 1952.